# Sloup Nejsvětější Trojice (Hustopeče)
Sloup Nejsvětější Trojice stojí v Hustopečích na hlavním Dukelském náměstí, při jeho horní, východní straně. Je vysoký 14,17 metrů. Tzv. morový sloup byl postaven v roce 1736 z pískovce v barokním slohu. Je vysoký 14,17 metrů. Základ tvoří kamenná krychle s délkou hrany asi 3 metry. V rozích stojí sochy morových patronů sv. Šebestiána, Rocha, Karla Boromejského a Františka Xaverského. V přední straně se otvírá prohloubenina zpodobňující jeskyni, se sochami sv. Rozálie a Alžběty. U paty pilíře stojí sochy Immaculaty a svatého Josefa.